# سكوت دوني
سكوت دوني (بالإنجليزية: Scott Donie)‏ هو غطاس أمريكي، ولد في 10 أكتوبر 1968 في فيتشنزا في إيطاليا.

## وصلات خارجية
- سكوت دوني على موقع الاتحاد الدولي للسباحة (الإنجليزية)
- سكوت دوني على موقع اللجنة الأولمبية الدولية (الإنجليزية)
- سكوت دوني على موقع أوليمبيديا (الإنجليزية)
- سكوت دوني على موقع IMDb (الإنجليزية)